# Departamento General Güemes (Chaco)
General Güemes es uno de los 25 departamentos en los que se divide la provincia del Chaco, en Argentina, se encuentra en la región El Impenetrable.

## Superficie
El departamento posee una superficie de 25.487 km², lo que lo convierte en el más grande de la provincia. Es, además, una de las divisiones de segundo orden más extensas de la Argentina y supera en tamaño a provincias enteras como Tucumán (22.524 km²) y Tierra del Fuego (21.478 km², solamente la parte en la Isla Grande sin las islas del Atlántico Sur y la Antártida Argentina).

## Límites
Limita al norte con la provincia de Formosa, al este con el departamento Libertador General San Martín, al sur con el departamento Maipú, al sur y oeste con el departamento Almirante Brown y al noroeste con la provincia de Salta.

## Población
Según el Censo 2010, vivían 67.601 personas en todo el departamento, cifra que lo ubica como el 3º más poblado de la provincia.